# Lavorazione a maglia
 Unire a Storia del lavoro a maglia
 Unire a Punti base della lavorazione a maglia
La lavorazione a maglia è una antichissima arte che si realizza con strumenti chiamati ferri o aghi.
Contrariamente a quanto si potrebbe immaginare, la lavorazione a maglia non è un'attività riservata alla parte femminile della popolazione: fino al XIX secolo il lavoro a maglia era un'attività economica rilevante e portata avanti soprattutto dagli uomini, solo in seguito alla diffusione dei telai meccanizzati per la lavorazione della maglieria questa è diventata attività di cura riservata alle donne; tuttavia ancora oggi, per esempio, la praticano alcuni Taquileños, indigeni della regione del Titicaca.

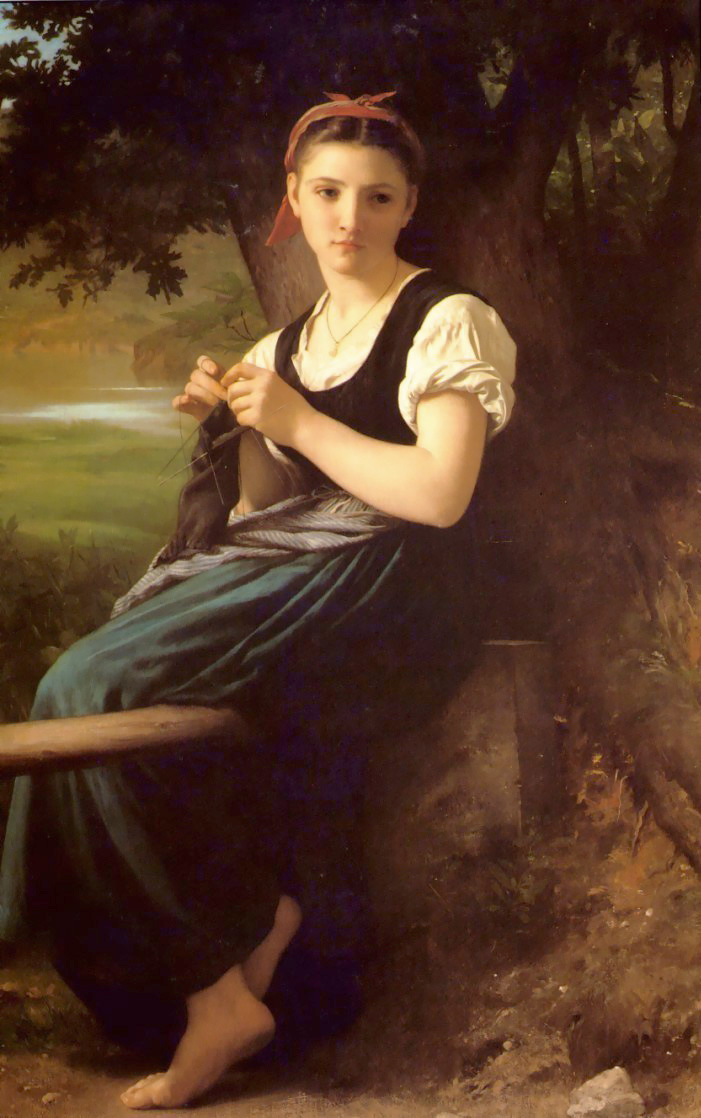
Donna che lavora a maglia, di Adolphe Bouguereau

## Gli strumenti di base: i ferri
Gli strumenti di base dei lavori a maglia sono i ferri, che si possono trovare in commercio in diversi materiali la cui scelta dipende dal gusto personale: acciaio, alluminio anodizzato, alluminio verniciato, plastica, acrilico (plexiglas), ottone cavo nichelato, fibra di carbonio, bambù e legno.

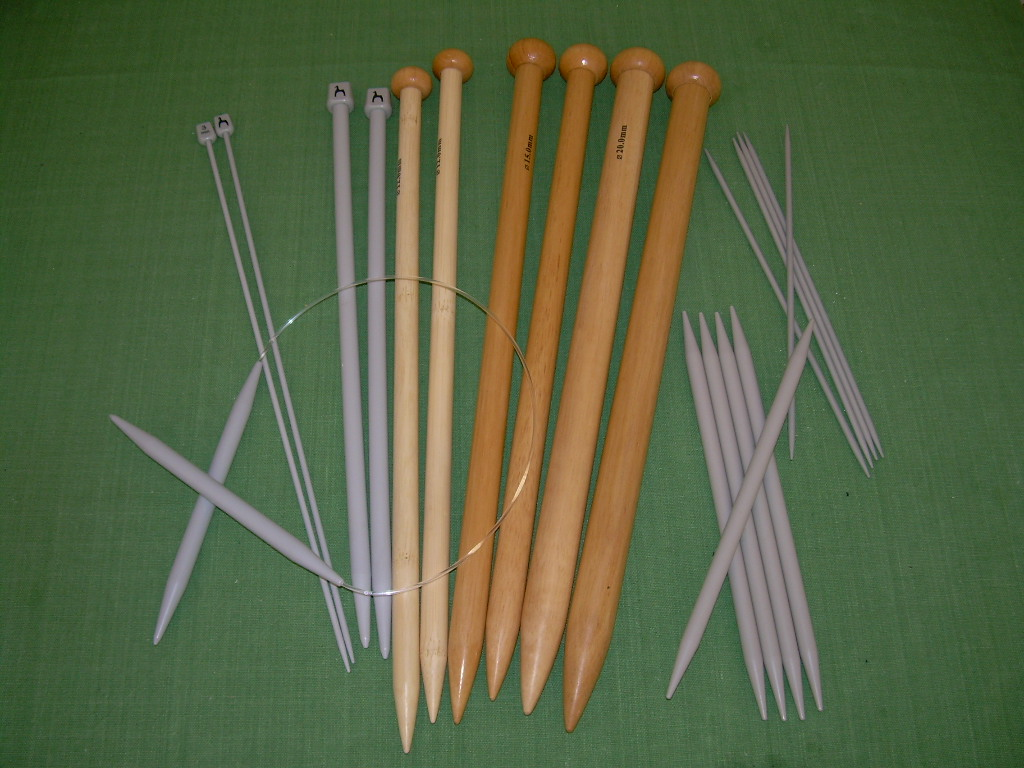
Ferri (o aghi) per la lana

I ferri si possono dividere in tre categorie:
- ferri dritti, a una punta, lunghi da 20 a 80 cm, con una punta a un'estremità e un fermo all'altra, servono per i pezzi base da lavorare separatamente (davanti, dietro, maniche, colli, tasche, pannelli, inserti, ecc.);
- ferri a due punte o gioco di ferri, composti di set di 4 o più ferri, lunghi dai 15 ai 40 cm e con punte a entrambe le estremità, vengono usati per lavorare capi in tondo, come guanti, calze, colli o berretti, senza dover fare cuciture;
- ferri circolari, costituiti da due corte punte collegate da un cavo flessibile e lunghi dai 20 ai 150 cm, per realizzare lavori di forma tubolare, per certi tipi di collo o per capi che non richiedono cuciture, tuttavia il ferro circolare può anche essere utilizzato (e alcuni lo trovano più comodo) per realizzare i capi a più pezzi; inoltre, è indicato per lavorare capi di dimensioni molto vaste, come gli scialli.

## Gli strumenti di base: gli accessori

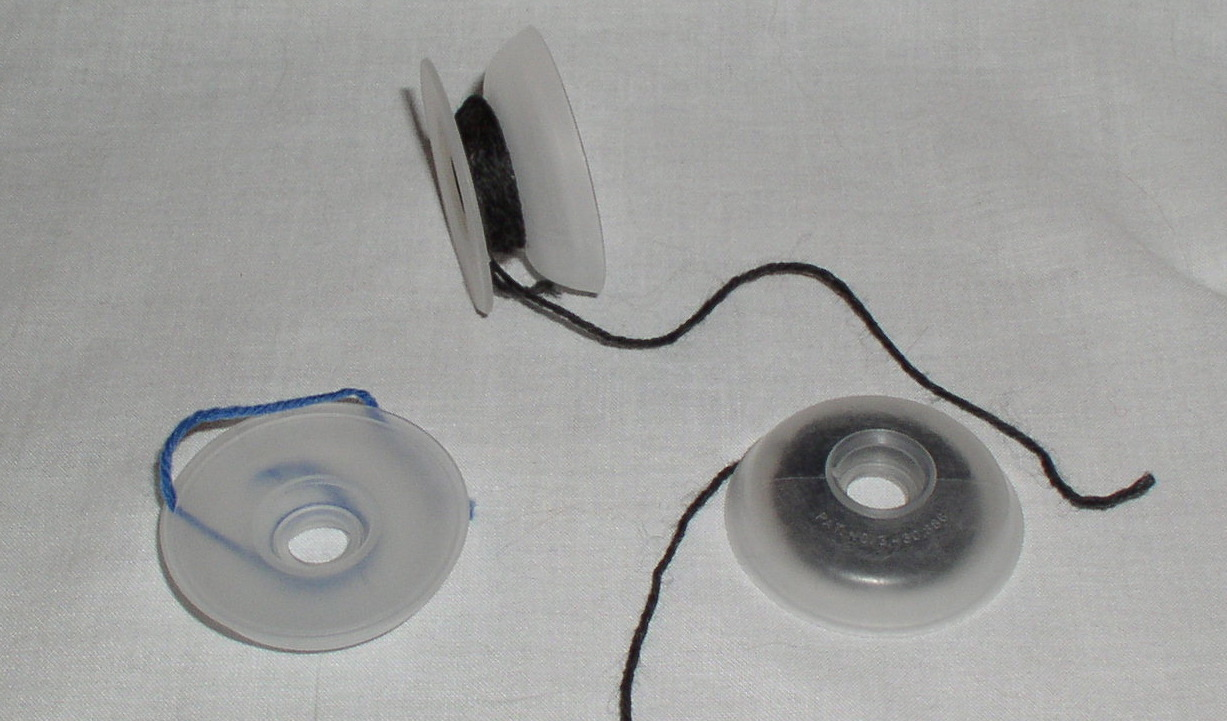
Bobine per lavorazione jacquard a mano

Oltre ai ferri, è necessario avere a portata di mano altri strumenti:
- un paio di forbici per tagliare i fili;
- aghi da lana per cucire, con punta arrotondata (ora realizzati anche in plastica e con un comodo occhiello per far passare anche filati grossi);
- un metro per misurare;
- un uncinetto per raccogliere i punti ed eseguire le rifiniture.

Ci sono anche accessori facoltativi come:
- proteggi-punte, un piccolo cappuccio di gomma da infilare sulla punta dei ferri per non far sfuggire le maglie quando il lavoro viene lasciato in sospeso;
- contagiri, una sorta di "contachilometri" manuale, della grandezza di 1 – 2cm, che serve per tenere il conto del numero dei ferri lavorati;
- ferri ausiliari, cioè piccoli ferri dritti, curvi o a forma di "J", aggiuntivi a quelli necessari alla lavorazione, utilizzati per realizzare incroci di maglie e trecce;
- spille da balia o barrette chiuse ai due estremi da cappucci rimovibili per trattenere le maglie aperte che si lasciano in sospeso (per la realizzazione di colli, tasche, occhielli ecc.);
- portagomitoli, grembiuli porta lavoro, cestini porta lavoro, per tenere il lavoro pulito e ordinato.
- bobine per tenere i fili separati nelle lavorazioni a colori con la tecnica dell'incastro o intarsio;
- graffette, una sorta di clips in plastica utilizzate per segnare punti chiave durante la lavorazione (es. aumenti, diminuzioni, incroci, ecc.) o, più frequentemente, per marcare lo sviluppo verticale del lavoro;
- anellini marcapunti, che possono essere semplici di plastica, di metallo con piccoli pendenti (e che possono essere sostituiti da minuscoli elastici per capelli, piccoli cappi di lana in colore contrastante e così via), che vengono infilati direttamente sul ferro, anziché sul filo, e che scorrono con il lavoro; questi vengono usati per marcare aumenti, diminuzioni e ripetizioni dello schema di punti o di colori.

In ogni caso, è buona abitudine tenere a portata di mano carta e penna, per eventuali conteggi, promemoria, ecc.

## I filati

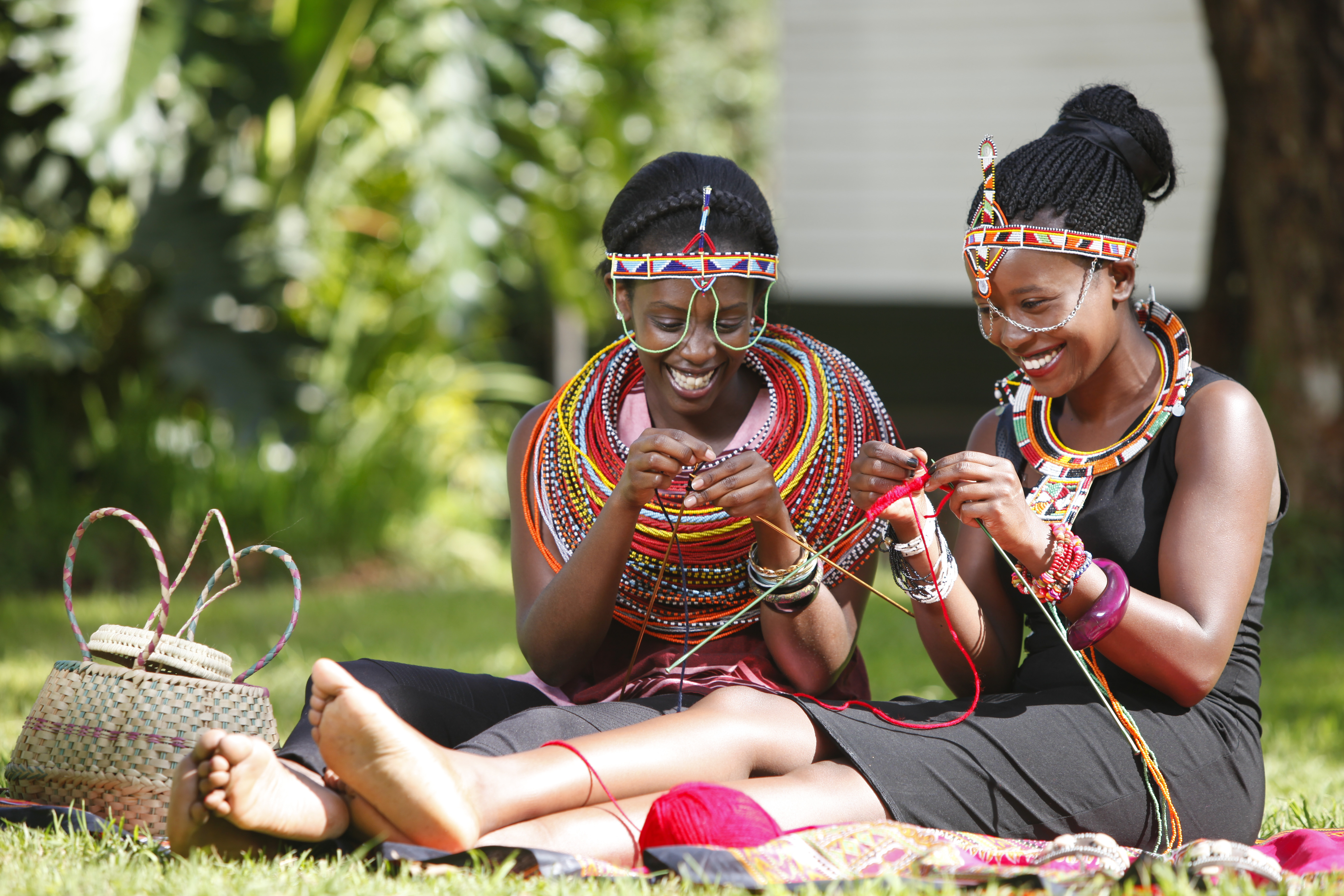
Due giovani keniote stanno lavorando a maglia.

Per la lavorazione a maglia, si possono usare diversi tipi di filato:
- quelli derivati da fibre vegetali: lino, cotone, canapa, juta, agave, cocco, bambù ecc.;
- quelli derivati da fibre animali: lana, seta, alpaca, cammello, angora (che è un tipo di coniglio), bue muschiato (quivut), bisonte;
- quelli artificiali, derivati da materiali naturali vegetali o animali ma trattati chimicamente per trasformarli in fibra tessile come il Rayon o Viscosa, la fibra di latte, la soia, alcuni tipi di alga o le bucce di banana (ancora scarsamente disponibili sul mercato italiano);
- le fibre sintetiche, derivate da polimeri sintetici prodotto della chimica pesante: poliammide, poliestere, nylon, acrilico ecc..

### Le fibre vegetali
I primi filati ad essere utilizzati furono quelli derivanti dalle fibre vegetali come:
- il lino, coltivato dagli Egiziani fin dal V millennio a.C. e ricavato dalla macerazione delle fibre della pianta omonima;
- il cotone, che fu introdotto in Sicilia già nel IX secolo e si diffuse per il resto dell'Europa verso il 1300.

### Le fibre animali
La filatura della lana si sviluppò invece dopo quella delle fibre vegetali e furono gli Assiri e i Babilonesi a scoprire l'arte della lavorazione di questo materiale, arte che si diffuse rapidamente in tutto l'Occidente.
Dopo l'anno Mille, fu l'Italia a distinguersi per la produzione della lana, soprattutto per i prodotti provenienti da Firenze. Durante il Medioevo il commercio della lana rappresentò il settore più redditizio dell'economia inglese.
Dalla metà del Quattrocento, il re d'Inghilterra decise che il mercato della lana dovesse svolgersi in una sola città e a tale scopo venne nominata Calais, situata sulle coste francesi del canale della Manica.
La supremazia dei mercanti inglesi durò fino a quando si impose sul mercato la "Compagnia dei Mercanti Avventurieri" che commercializzava tessuti ottenuti da lana inglese, ma lavorati nei Paesi Bassi e nelle Fiandre grazie alla diffusione del telaio meccanico.
Quanto alla seta, ricavata dal filamento del bozzolo del baco da seta, la cui lavorazione si praticava già nella Cina del 2600 a.C. circa, era già nota ai romani, che importavano pezze e filo. L'allevamento del baco da seta fu introdotto in Europa in epoca medievale ed è stato praticato soprattutto nel nord Italia e particolarmente nella zona di Como.
Oggi in commercio vi sono vari tipi di filati che si possono ottenere dalla tessitura di fibre naturali, animali o vegetali oppure chimiche, artificiali e sintetiche.

## Consigli
La tipologia e finezza del filato vanno scelte in base al lavoro che si vuole eseguire, preferendo lane o cotoni di buona qualità e che, per ogni colore utilizzato, appartengano allo stesso lotto di tintura, di modo che le diverse matasse, gomitoli o rocche in uso per quel colore non presentino differenze di tonalità. Il codice identificativo del lotto di tintura è detto numero di bagno e solitamente è riportato sull'etichetta accanto al codice del colore.
Se il filato si presenta in matasse, queste vanno dipanate trasformandole in gomitoli, operazione che si attua tramite un apposito strumento chiamato arcolaio o, in assenza di quest'ultimo, utilizzando due sedie ravvicinate con gli schienali in posizione contrapposta. 
La seduta ideale per lavorare con i ferri tradizionali senza affaticare le braccia è con schienale rigido e senza braccioli. I ferri circolari invece, grazie alla loro maneggevolezza, non richiedono accortezze riguardo seduta e posizione di lavoro, per cui possono essere utilizzati praticamente ovunque, compreso a letto. È buona norma lavorare in un ambiente ben illuminato e fare una pausa di tanto in tanto, badando però a non lasciare il ferro a metà, per evitare che, alla ripresa del lavoro, le maglie risultino irregolari. Importante è anche il frequente controllo delle misure del capo in esecuzione; detta misurazione deve avvenire sempre su un piano orizzontale, evitando di tirare il manufatto in senso orizzontale o verticale, e possibilmente servendosi di una riga rigida, anziché di un metro a nastro da sarta.

## Glossario

Donna che lavora a maglia, di Anders Zorn

## La lavorazione a maglia nell'arte

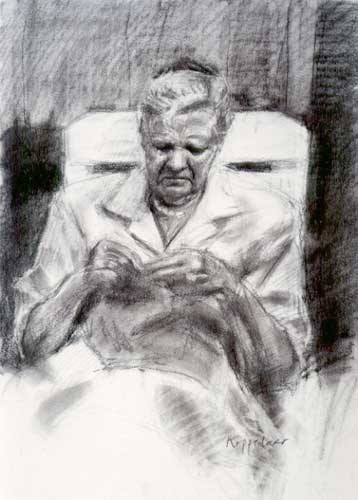
Madre, di Frans Koppelaar

Nella storia dell'arte, molti pittori si sono occupati di figure femminili intente nel lavoro a maglia:
- Rolando Monti (Lavori a maglia)
- Martin Brimmer (Prima lezione di lavoro a maglia)
- Frans Pieter Lodewyk van Kuyck (Contadina che lavora a maglia aspettando di asciugarsi al sole)
- Hans Thoma (Ritratto della sorella Agata)
- Carl Spitzweg (L'incaricato che lavora a maglia)
- Albert Anker (Le piccole lavoratrici a maglia)
- Ivan Petrovich Argunov (Ritratto della contessa Tolstoy)
- Wilhelm Maria Hubertus Leibl (Ragazze di Ofenbank che lavorano a maglia)

## I lavori a maglia
I lavori a maglia vengono eseguiti utilizzando ferri da maglia che possono essere, a seconda del tipo di lavoro e della consuetudine del territorio, due ad una sola punta (per ottenere lavorazioni piatte da cucire per produrre maglioni o coperte in pezzo o strisce di dimensioni modeste), quattro, cinque o più a doppia punta (per ottenere lavorazioni tubolari di piccole dimensioni come per guanti o calze, tuttavia prima dell'invenzione dei ferri circolari venivano anche usati per la produzione di maglioni e altri capi privi di cuciture o assemblati con la tecnica dello steeking), oppure i ferri circolari, con due punte e un cavo flessibile e di varia lunghezza (da 30 a 150 cm) che le connette, che viene usato singolo (con il quale è possibile sia ottenere tessuti sia piatti sia tubolari, per eseguire maglioni o parti di maglione, cappelli ecc.).
Si possono realizzare lavori a maglia consistenti in capi di abbigliamento, ma anche coperte, tovaglie, tende e un gran numero di altri oggetti di uso domestico, o anche solo decorativi.

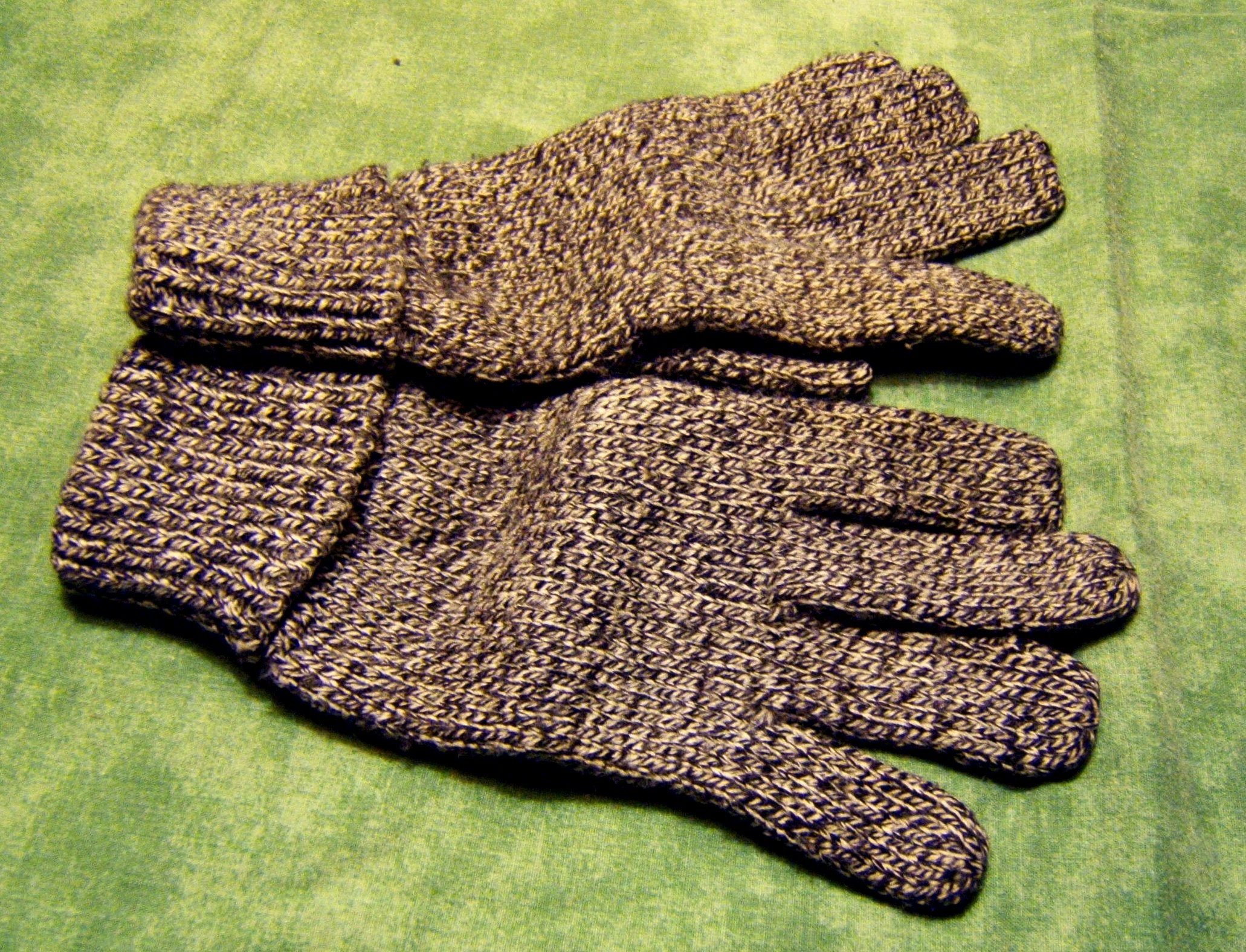
Guanti lavorati ai ferri

I filati principalmente utilizzati per i lavori a maglia sono la lana, il cotone, il lino, la seta e numerose fibre artificiali o sintetiche, anche frammiste con i filati naturali.
Lavorare a maglia necessita di pazienza inversamente proporzionale al grado di difficoltà del lavoro (più il lavoro è intricato più e interessante lavorarlo), creatività e manualità.